# یوتل‌ست
یوتل‌ست (به فرانسوی: Eutelsat) یک شرکت ماهواره‌ای فرانسوی است.
یوتل‌ست دارای ماهواره‌های زیادی در مدار همزمانی است. از ماهواره یوتل ست بیشتر برای ارتباطات تجاری از جمله اینترنت ماهواره‌ای بهره گرفته می‌شود. این ماهواره برای رادیو و تلویزیون ماهواره‌ای نیز کاربرد دارد.
در سال ۲۰۱۲ ماهواره‌های سری دبلیو، آتلانتیک‌برد و یوروبرد در یوتل‌ست ادغام شدند.

## سریآتلانتیک‌برد

### آتلانتیک‌برد ۲
ماهوارهٔ Atlantic Bird ۲ در ۸ درجه غربی قرار دارد. این ماهواره در تاریخ ۲۵ سپتامبر ۲۰۰۹ توسط موشک Ariane 4 - V۱۴۴ در مدار قرار گرفت.

## سری دبلیو

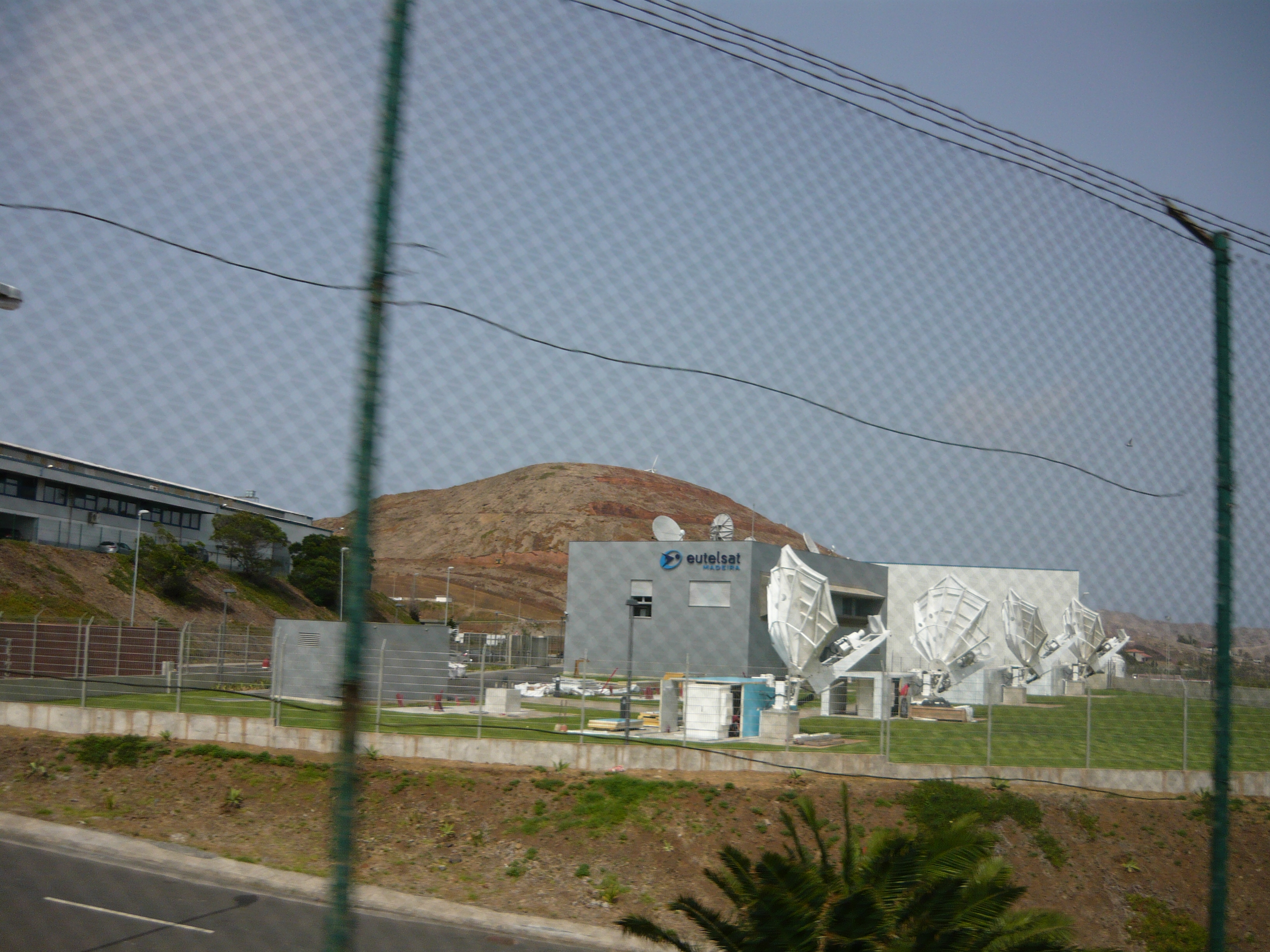
یوتلست در شهر مادیرا. این جزیره از دورترین مناطق اتحادیه اروپا (وابسته به کشور پرتغال) در میان مسیر کشتیرانی دریای کارائیب، شمال قاره آمریکا و اروپا قرار دارد. بندر فونشال بندرگاه مهم در این مسیر است. پایتخت این منطقه شهر فونشال با ۱۰۰۸۴۷ نفر جمعیت می‌باشد. مساحت جزایر مادیرا ۸۰۱ کیلومتر مربع و جمعیت آن ۲۴۷۳۹۹ نفر است.

این ماهواره‌ها در مدارهای مختلفی قرار دارند و بیشتر برای ارتباطات غیر تلویزیونی استفاده می‌شوند.

### یوتل‌ست دبلیو ۱
ماهواره Eutelsat W۱ در ۱۰درجه شرقی قرار دارد. این ماهواره در تاریخ ۰۸/۰۹/۲۰۰۰ توسط موشک Ariane V۳۲ در مدار قرار گرفت. این ماهواره دارای کانالهای Feed است.

### یوتل‌ست دبلیو ۲
ماهواره Eutelsat W۲ در ۱۶ درجه شرقی قرار دارد. این ماهواره در تاریخ ۵/۱۰/۱۹۹۸ توسط موشک Ariane V۱۱۱ در مدار قرار گرفت.

### یوتل‌ست دبلیو ۳ ای (یوتلست ۷)
یوتل‌ست دبلیو ۳ ای یا یوتلست ۷ ای یک ماهواره سرویس دهنده رادیو و تلویزیونی در مدار ۷ درجه شرقی زمین است که از ۱۵ مارس ۲۰۰۴ در مدار زمین قرار گرفته‌است.
یوتل‌ست یک شرکت ماهواره‌ای فرانسوی است که ماهواره یوتلست دبلیو ۳ ای یا یوتلست ۷ یکی از ماهواره‌های این کمپانی می‌باشد.
این ماهواره به سرویس دهی به شبکه‌های تلویزیونی و رادیویی و دیگر داده‌های دیجیتال می‌پردازد.
ساخته شده توسط پلتفرم Astrium و Eurostar E3000 می‌باشد و دارای ۴۲ ترانسپوندر در باند کی‌یو در حال پخش در اروپا، شمال آفریقا، خاورمیانه و غرب آسیا است.

#### پوشش
این ماهواره در اروپا، شمال آفریقا، خاورمیانه و غرب آسیا قابل دریافت است.

#### زمان افتتاح
این ماهواره ابتدا با نام Eutelsat W3A یا Eutelsat W3 در تاریخ ۱۵ مارس ۲۰۰۴ (۲۵ اسفند ۱۳۸۳) ساعت ۱۱:۰۶ شب به وقت فرانسه با وزن ۴۲۵۰ کیلوگرم در فرانسه به آسمان فرستاده شد.
عمر مفید این ماهواره ۱۲ سال برنامه‌ریزی شده بود، اما در تاریخ ۱۴ می ۲۰۱۳ (۲۴ اردیبهشت ۱۳۹۲) ماهواره دیگری با نام Eutelast 7B با قدرت سیگنال دهی بیشتر و تمرکز بر روی کشورهای فارسی‌زبان و کشورهای خاورمیانه با یوتلست W3A جایگزین شد.
به گفته سایت لینگ ست این ماهواره الآن در مدار ۵۷٫۵ درجه شرقی قرار دارد.
در تاریخ ۲۰ ژوئن ۲۰۱۹ ماهواره دیگری با نام Eutelast 7C در کنار Eutelast 7B در مدار ۷ درجه شرقی قرار گرفت.

### یوتل‌ست دبلیو ۵
ماهواره در ۷۰٫۵ درجه شرقی قرار دارد. این ماهواره در تاریخ ۲۰/۱۱/۲۰۰۲ توسط موشک دلتا ۴ در مدار قرار گرفت. اپراتور آن شرکت یوتل‌ست می‌باشد و خود شرکت از این ماهواره به نام پل آسیا به اروپا نام برده‌است.

### یوتل‌ست دبلیو ۶
ماهواره Eutelsat W۶ در ۲۱٫۶درجه شرقی قرار دارد. این ماهواره همان Eutelsat W۳ سابق هست که در تاریخ ۱۲/۰۴/۱۹۹۹ توسط موشک Atlas AC-۱۵۴ در مدار قرار گرفت.

## سری Sesat

### یوتل‌ست Sesat
ماهواره Eutelsat Sesat در ۳۶ درجه شرقی قرار دارد. این ماهواره در تاریخ ۱۷/۰۴/۲۰۰۰ توسط موشک پروتون در مدار قرار گرفت.

## سری هات‌برد
نوشتار اصلی هات‌برد
ماهواره‌های هات‌برد در ۱۳ درجه شرقی قرار دارند. این نقطه مداری کلیدی‌ترین نقطه ماهواره‌ای است که یوتل ست در اختیار دارد و بیش از هزار شبکهٔ رادیویی و تلویزیونی قابل دریافت هستند.